# Altai (paard)

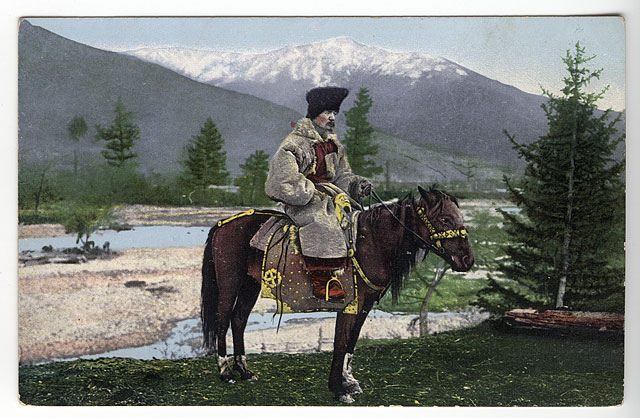
Ruiter met Altaipaard in de bergen, ca. 1914

De altai is een paardenras dat zich heeft ontwikkeld in het Altajgebergte in Centraal-Azië.

## Geschiedenis
Eeuwenlang hebben nomadenstammen in het Altajgebergte paarden gehouden en gefokt. Dit ras van kleine sterke bergpaarden staat bekend als de 'altai'. De altaipaarden werden door de lokale stammen gebruikt als last- en rijpaard. Doordat de paarden grotendeels voor zichzelf moesten zorgen en genoegen moesten nemen met jaarrond grazen in het barre klimaat, konden alleen de sterkste dieren overleven. Daardoor is een uitzonderlijk sober en hard ras ontstaan. Na het ontstaan van de voormalige Sovjet-Unie besloten de Russen de altaipaarden te veredelen. Zij werden sindsdien gekruist met Russische rassen zoals de orlov en de don. Hierdoor ontstonden grotere altai's. Vervolgens werden deze kruisingen weer teruggefokt tot een hybride-type, door te kruisen met pure altai's. De zo verkregen beste 700 merries werden ondergebracht in fokkerijen om deze 'verbeterde' altai voor de toekomst te behouden. Van het nieuwe vleesras bestaan twee varianten. Toch zijn er nog veel oorspronkelijke altaipony's te vinden, vooral in de hogere delen van het Altajgebergte.

## Exterieur
De altai is een vrij klein paard van ponymaat met een stokmaat van 133-142 cm. Zwart, schimmel, vos en bruin zijn de meest voorkomende kleuren. Ook de zeldzamere 'luipaardvlekken' komen voor. Het hoofd is klein en staat op een korte sterke hals. Het kruis is sterk, evenals de rug.

## Gebruik
De altaipaarden werden vooral gebruikt als last- en rijpaard. Door de barre levensomstandigheden is dit ras zo sober en sterk, dat het daar uitstekend geschikt voor is. De paarden zijn zeer vast ter been in het bergachtige gebied waar zij vandaan komen.

## Galerij

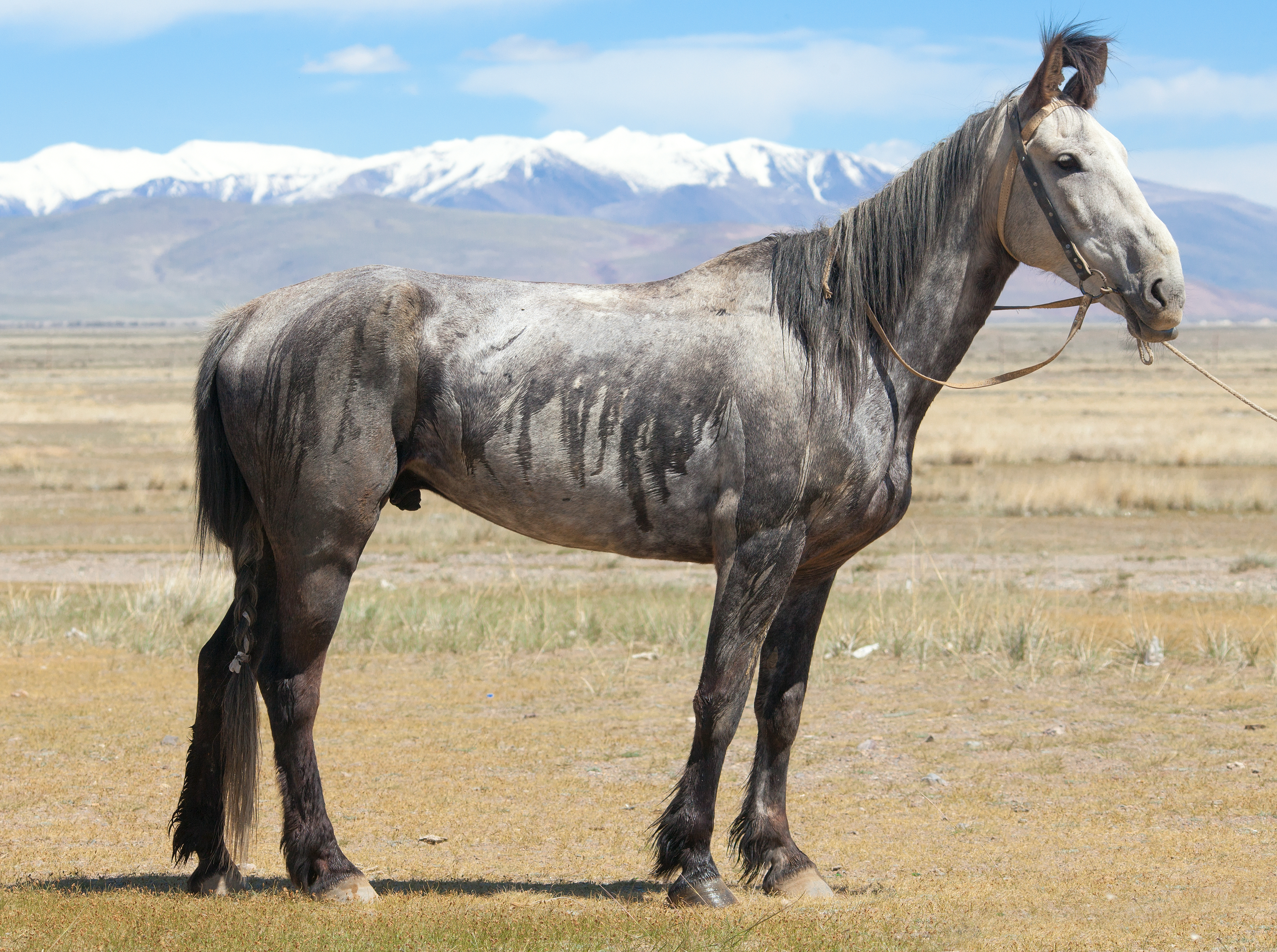
Altaipaard
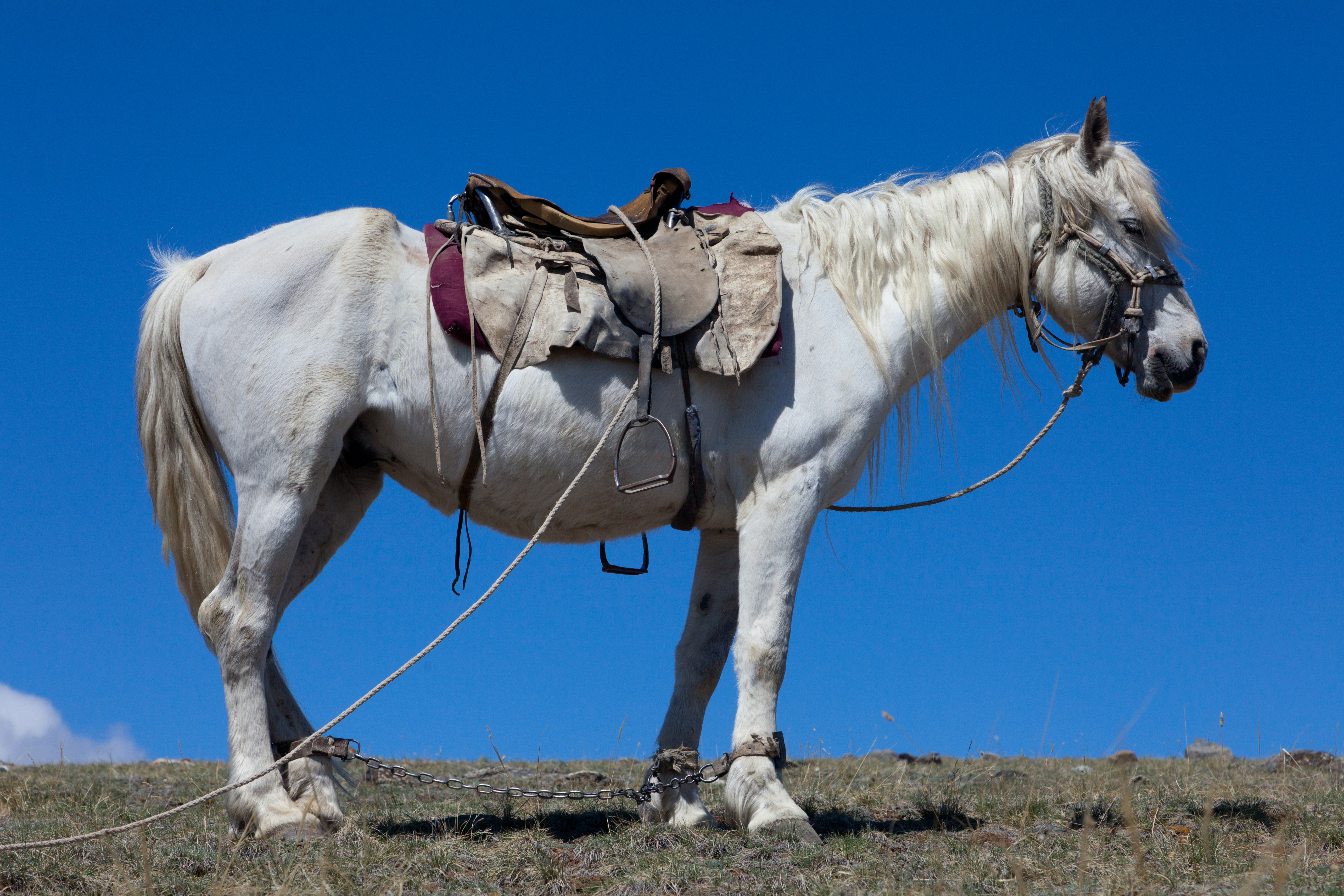
Altai gezadeld
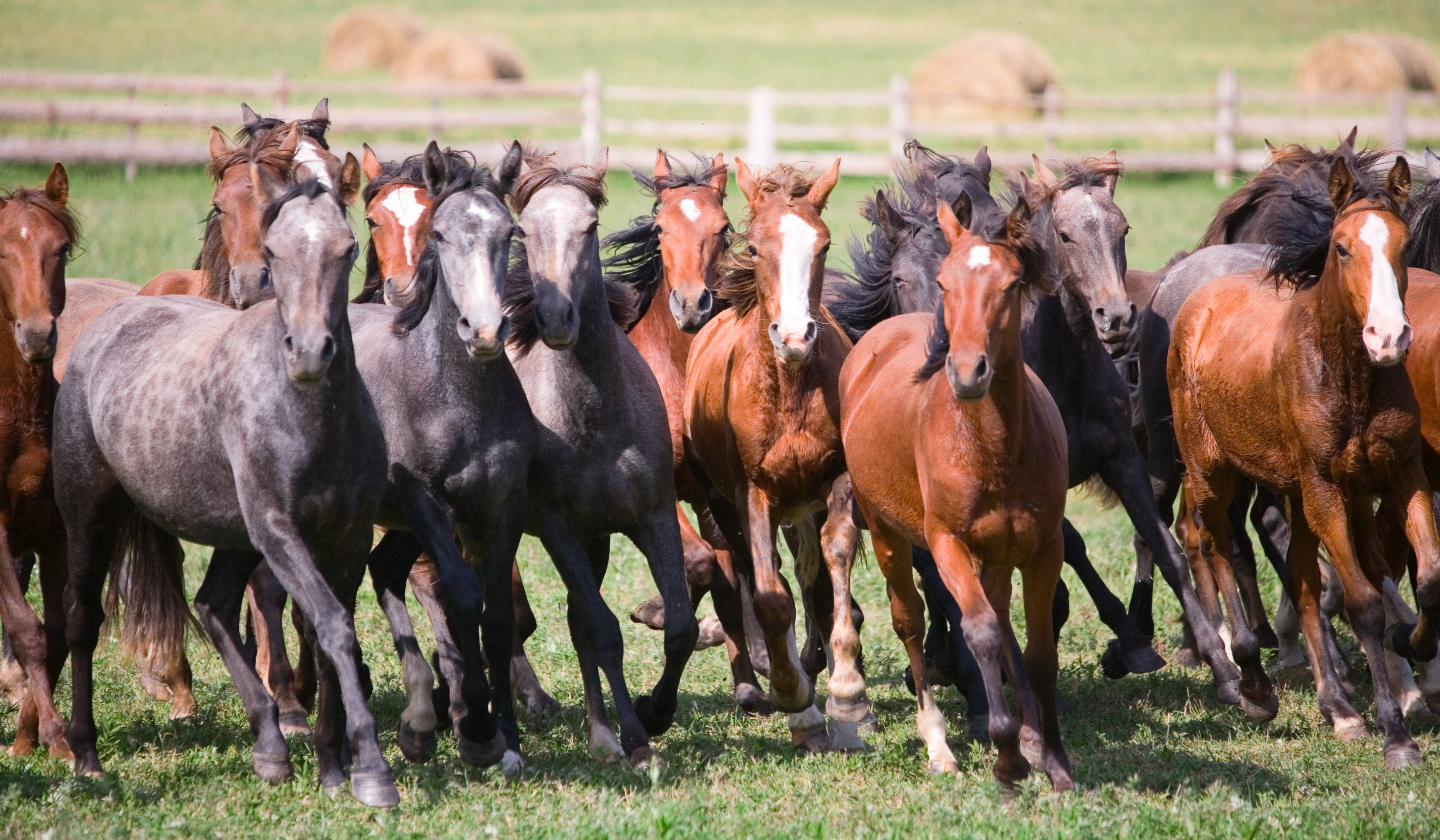
Altaikudde